# دایانای کثیف
«دایانای کثیف» (به انگلیسی: Dirty Diana) آهنگی از آلبوم بَدترانه ای از هنرمند آمریکایی مایکل جکسون است که در آلبوم بد منتشر شد. این آهنگ شبیه «بزن به چاک» از آلبوم تریلر تنظیمی هارد راک دارد. سولوی گیتار دایانای کثیف را استیو استیونس نواخته‌است.
در زمان انتشار «دایانای کثیف»، شایعه شد که موضوع آهنگ مربوط به رابطه عاشقانهٔ جکسون با دایانا راس است، هرچند که این شایعه تکذیب شد. جکسون بعدها در مصاحبه‌ای تصدیق کرد که موضوع این ترانه دربارهٔ یکی از طرفداران سمج او بوده‌است و این ادعا را که منظور از «دایانای کثیف»، پرنسس دایانا است را رد کرد.
استیون توماس ارلواین از آل‌میوزیک «دایانای کثیف» و «مرد درون آینه» را ضعیف‌ترین قطعه‌های آلبوم بَد ارزیابی کرده‌است. در موزیک ویدیوی این ترانه، شریل کرو، خواننده راک حضور کوتاهی دارد. جکسون به خاطر این ترانه متهم به زن‌ستیزی شده‌است.
این ترانه پس از نمی‌تونم دوستت نداشته باشم،بد،حسی که تو به من میدی و مرد درون آینه پنجمین تک‌آهنگ آلبوم بد است که در جدول بیلبورد ۱۰۰ به رتبه اول دست یافت و به مدت یک هفته در صدر جدول بیلبورد باقی ماند. پس از دایانای کثیف،جکسون تنها دو ترانه شماره یک داشت.سیاه یا سفید از آلبوم خطرناک در سال ۱۹۹۱ به مدت ۷ هفته شماره یک ماند و بدین ترتیب در کنار بیلی جین از آلبوم تریلر بیشترین زمان بودن در صدر جدول بیلبورد در بین تک‌آهنگ‌های جکسون را دارد.پس از آن تو تنها نیستی از آلبوم تاریخ در سال ۱۹۹۵ به مدت یک هفته در صدر جدول بیلبورد باقی ماند.پس از تو تنها نیستی،جکسون دیگر تک‌آهنگ شماره یک نداشت.